# 11265 Hasselmann
11265 Hasselmann este o planetă minoră (asteroid), cu un diametru de 1,851 km, din centura de asteroizi. A fost descoperită pe 2 martie 1981 la Observatorul Siding Spring de Schelte J. Bus. 
Obiectul prezintă o orbită caracterizată de o semiaxă mare de 2,3657359 UAi, o excentricitate de 0,13, o înclinație de 1,28451 ° în raport cu ecliptica.